# Agostino Barelli

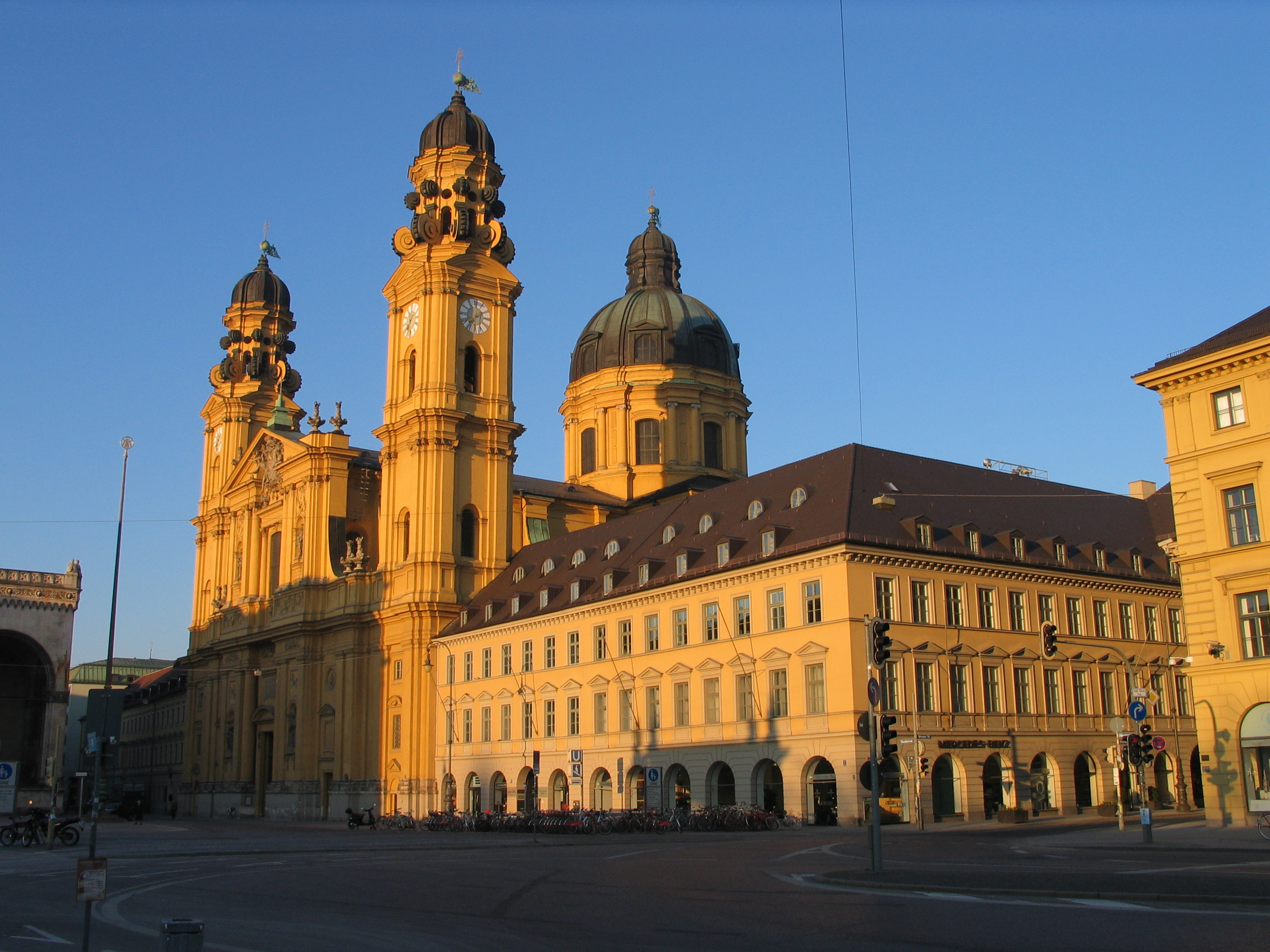
La Theatinerkirche di Monaco, completata da Enrico Zuccalli

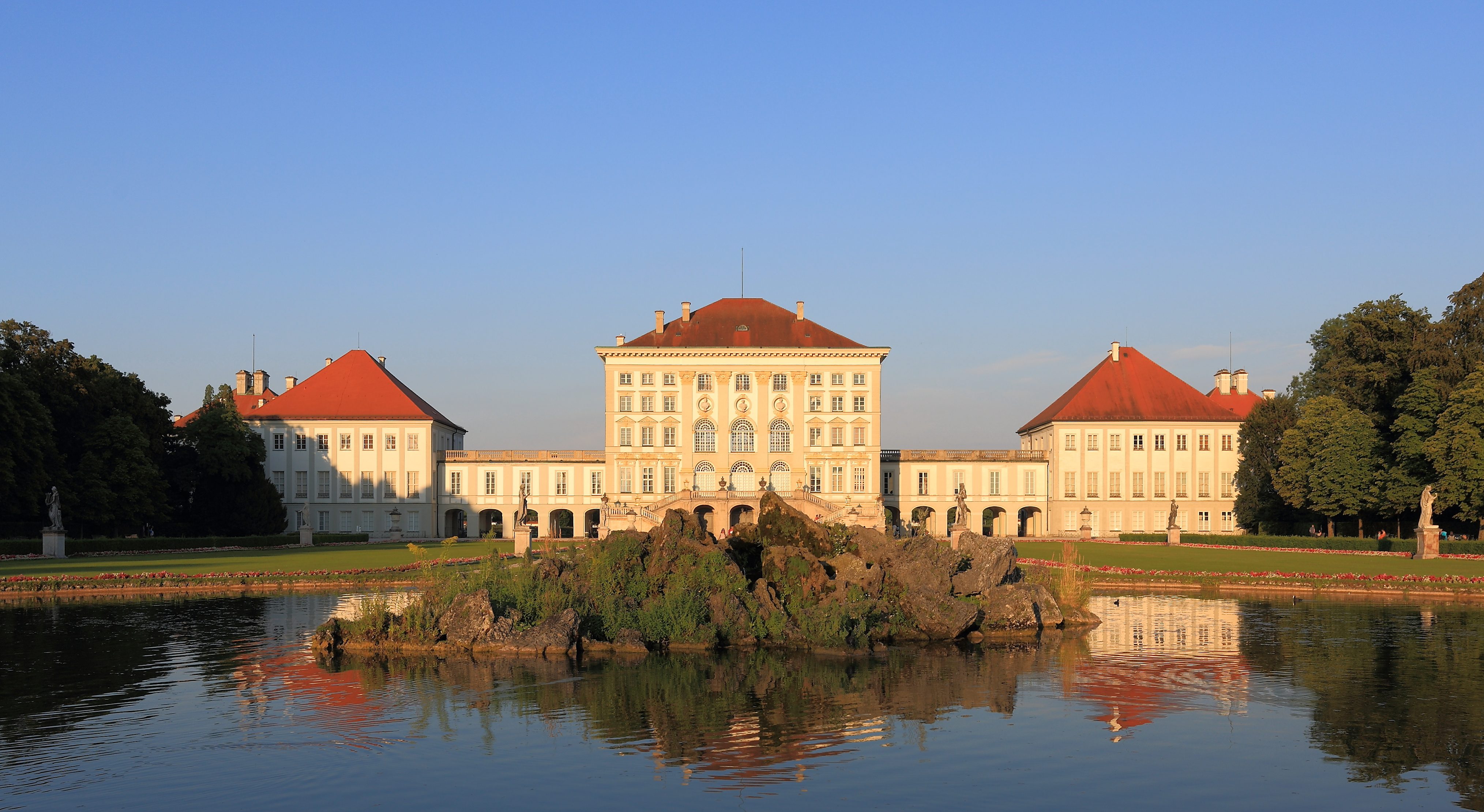
Castello di Nymphenburg ideato da Barelli

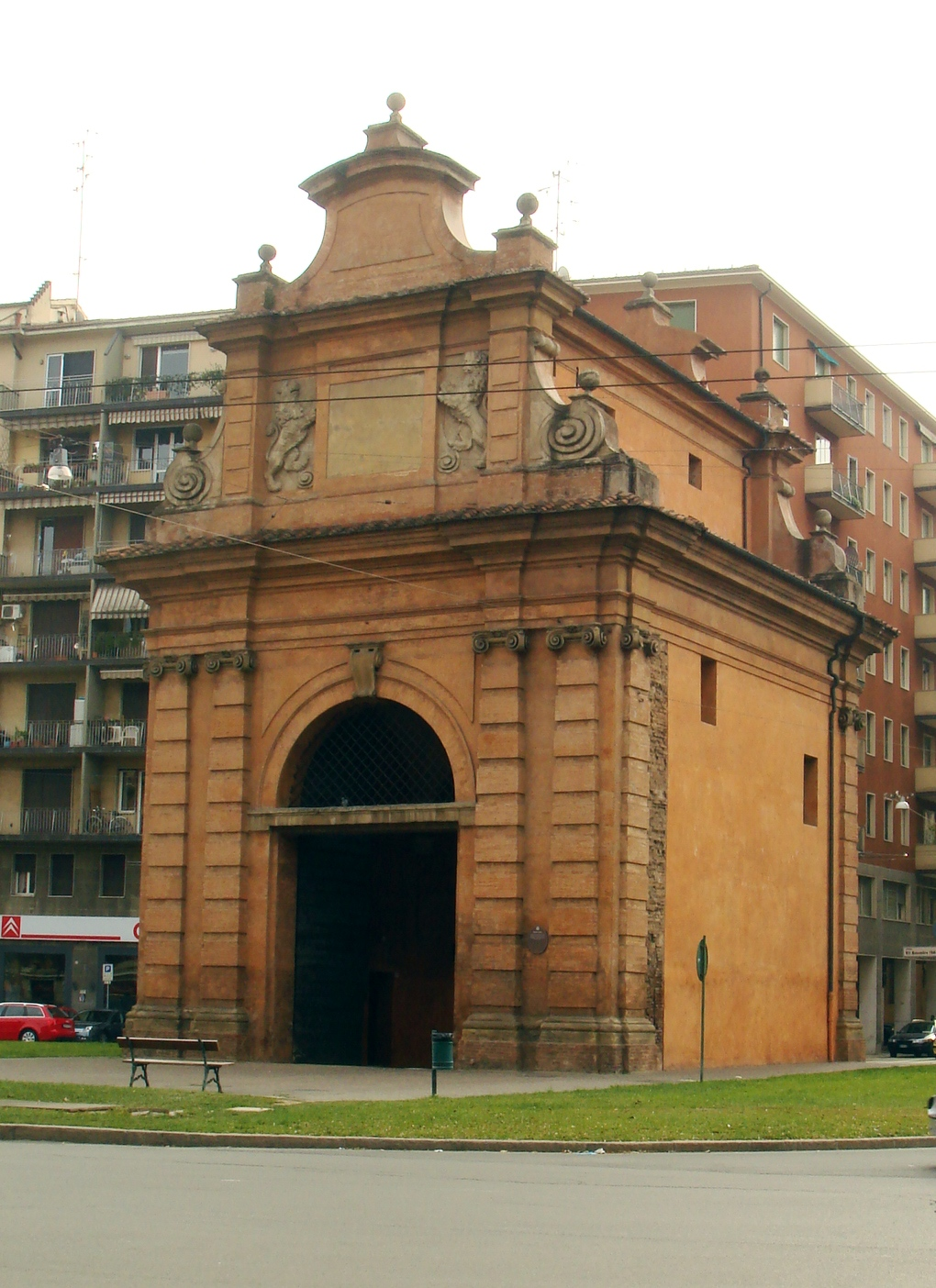
Porta delle Lame, Bologna

Agostino Barelli (Bologna, 1626 – 1697) è stato un architetto italiano.

## Biografia
Nella città natale prese parte al progetto per la chiesa di San Bartolomeo (1527).
Lavorò quindi in Baviera, dove introdusse il Barocco italiano.
A Monaco disegnò la chiesa di San Gaetano chiamata Theatinerkirche (1663) su modello della chiesa di Sant'Andrea della Valle in Roma.
Nella medesima città avviò la costruzione del Castello di Nymphenburg, poi continuato da Enrico Zuccalli e altri.
Al ritorno in Italia, a Bologna, dopo il 1675, fu nominato architetto capo del municipio, e tra i suoi lavori vi furono la porta delle Lame (1667), il portico della chiesa di Santa Lucia, il portico e la cupola della chiesa di Santa Maria del Baraccano, la costruzione dell'ospedale dei Fatebenefratelli e il disegno per la chiesa di Santa Margherita (1687).